# 日系スペイン人

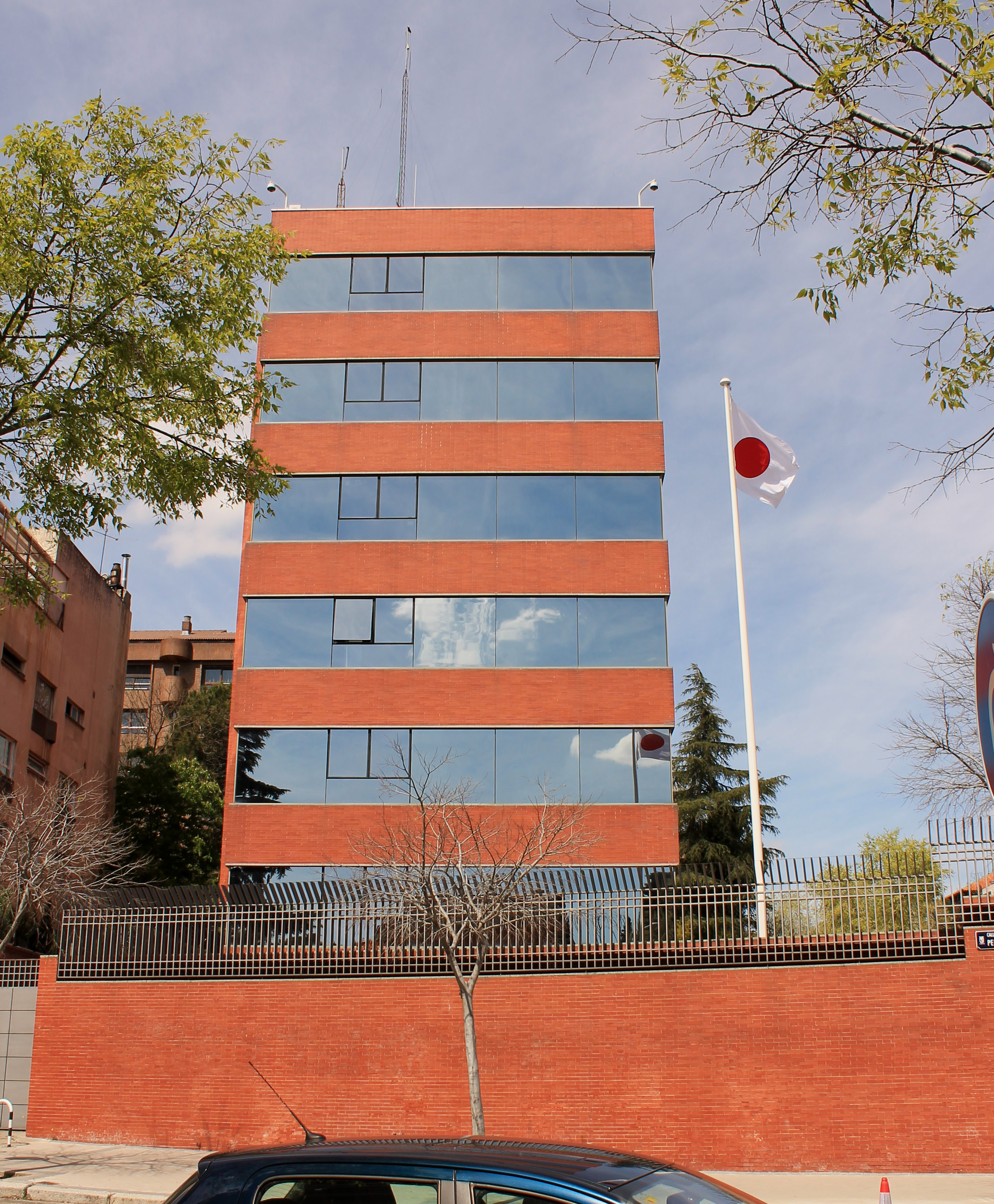
在スペイン日本国大使館 (マドリード)

日系スペイン人（にっけいスペインじん、スペイン語: Japonés Español）とは日本人のルーツを持つスペイン国民、及び日本に生まれスペインに移民した人々である。日本国籍保持者（外務省によると2009年時点で7,046人）に加えて、中南米出身の日系人やハポン姓などを含めると総数は1万人以上に上ると見られる。

## 歴史
最初のスペインへの移民は17世紀の支倉常長による慶長遣欧使節がスペイン南西の都市セビリア近辺にあるコリア・デル・リオに長期滞在したことに始まる。この町には現在、ハポン（Japón=日本）姓もしくはXapón姓の人が約700住んでおり、この使節団の中で日本に帰らず現地に留まり移住したキリスト教徒の日本人や使節の現地人水夫、その支援者の子孫であると言われている。ハポンの表記は、スペイン北方のガリシア州におけるガリシア語では現在もXapónである。1996年、駐スペイン日本国大使の坂本重太郎がラジオで呼びかけ、ハポン姓を持つ650人や、使節ゆかりの東北地方の裏千家メンバーなどを集めた「ハポン・パーティー」を、セビリアで開催した。
スペインと日本の間の接触は、1854年に福岡大名黒田長広が推進した安政遠征隊がフィリピンに到着するまで再開されなかった。フィリピンのスペイン政府による日本との貿易協定への署名は、臆病な試みでした。しかし、この考えはすぐに放棄された。
スペインを訪れた最初の日本人女性は、1872年にハエン州に到着した。この結婚の結果、3人の子供が生まれ、現在の子孫が何人かいる。1970年代以降は中南米のスペイン語圏の日系人がスペインへ移住する傾向も強くなっている。
大西洋に浮かぶカナリア諸島のグラン・カナリア島は日本の遠洋漁業の基地として賑わっていたために、最盛期には数千人の日本人が定住し、日本人学校も設置されていた（2001年に閉校）が、1975年にモロッコが西サハラで西サハラ戦争を開始すると、漁業は衰退した。

## 日本人学校
- マドリッド日本人学校
- バルセロナ日本人学校
- ラス・パルマス日本人学校（2001年3月閉校）

## 著名な日系スペイン人
- ケンジ・ウエマツ -　柔道家。2004年のアテネ五輪60kg級にスペイン代表として出場して5位となった。
- キヨシ・ウエマツ -　柔道家。2004年のアテネ五輪73kg級にスペイン代表として出場したが初戦で敗れた。2005年の世界選手権では3位になった。
- 城田優 -　俳優。スペイン国籍。東京都出身。
- ヘスス・サンチェス・ハポン（カタルーニャ語版） - コリア・デル・リオ出身のサッカー選手。
- ダビド・シルバ -　グラン・カナリア島出身のサッカー選手。
- ペドロ・シモセ - 作家。ボリビア出身で現在スペイン在住。
- マリア・ホセ・スアレス（スペイン語版） - タレント。1996年のミス・スペイン（英語版）受賞。[2]
- アイ・ツノダ・ロウスタント - 柔道家。